# 广州华南虎橄榄球队
广州华南虎橄榄球队是一支成立于2011年2月的业余美式橄榄球队。
创始初期仅有3名成员，发展至2014年已有30多名来自全国各地不同年龄段的球员。下至五岁上至四十岁。
球队平常的主要活动为每周日下午1点至5点在广州市天河区广州体育学院足球场进行的球队训练及与国内其他业余美式橄榄球队进行的比赛。曾经交手过的球队有广州美式橄榄球山羊队，深圳十字军橄榄球队，香港战鹰美式橄榄球队，成都烈马美式橄榄球队，珠海Berserkers橄榄球队。